# Teso Dos Bichos (The X-Files)
«Teso Dos Bichos» es el décimo octavo episodio de la tercera temporada de la serie de televisión de ciencia ficción The X-Files. Se estrenó en la cadena Fox el 8 de marzo de 1996. Fue escrito por John Shiban y dirigido por Kim Manners. El episodio es una historia del «monstruo de la semana», desconectada de la mitología más amplia de la serie. «Teso Dos Bichos» obtuvo una calificación Nielsen de 10,7, siendo visto por 17,38 millones de personas en su transmisión inicial. El episodio recibió críticas en su mayoría negativas.
El programa se centra en los agentes especiales del FBI Fox Mulder (David Duchovny) y Dana Scully (Gillian Anderson) que trabajan en casos relacionados con lo paranormal, llamados expedientes X. En este episodio, Mulder y Scully investigan una serie de muertes que ocurren inmediatamente después de que un artefacto antiguo es traído a Boston desde un sitio de excavación en América del Sur. Según Scully, las muertes parecen ser el resultado del terrorismo político, pero Mulder sospecha algo más improbable.
La producción de «Teso Dos Bichos», que no gustó mucho al elenco y al equipo de The X-Files, estuvo plagada de varios problemas. El director Kim Manners, que tenía un desdén particular por el episodio, luego hizo camisetas y se las dio al elenco y al equipo que decían «“Teso Dos Bichos” Survivor». El título del episodio se traduce del portugués arcaico al inglés como «Burial Mound of Small Animals», (túmulo funerario de animales pequeños), aunque se han propuesto otras traducciones.

## Argumento
En una excavación arqueológica en el altiplano ecuatoriano, dos arqueólogos, el Dr. Bilac y el Dr. Roosevelt, discuten sobre la remoción de una urna funeraria que contiene un Amaru, o una chamán. Roosevelt sostiene que la urna debe ser sacada del sitio y preservada en un museo, para disgusto de Bilac y de las tribus presentes. Más tarde, un chamán nativo distribuye Yaje a los aldeanos locales y a Bilac. Durante este ritual, un espíritu jaguar mata a Roosevelt en su tienda.
Más tarde, en Boston, Fox Mulder y Dana Scully investigan la desaparición del Dr. Craig Horning, un arqueólogo de un museo de historia local, después de que un guardia de seguridad descubre una gran cantidad de sangre en el laboratorio de Horning. Entrevistan tanto al curador, el Dr. Lewton, como a la estudiante graduada Mona Wustner. También visitan un solitario Bilac. Después de cerrar, Lewton es asesinado por el espíritu jaguar después de que su auto no arranca. Durante una investigación de la escena del crimen, Scully se encuentra con cadáveres de ratas en el compartimiento del motor del vehículo de Lewton. Mona niega que haya sucedido algo inusual en el museo.
Mulder y un grupo de policías buscan los restos de Lewton. Scully ve sangre goteando sobre el rostro de Mulder desde arriba y, al mirar arriba, ven una porción del intestino de Lewton colgando de un árbol. Scully, a punto de realizar una autopsia en el intestino, se interrumpe cuando Mona llama de repente y le informa que Bilac estaba bajo la influencia del Yaje. En el museo, Mona escucha ruidos provenientes de un baño y, al abrir la tapa de un inodoro, ve ratas que se abren paso por la alcantarilla. Cuando llegan los dos agentes, descubren a Bilac llorando junto a uno de los baños, diciendo que Mona está muerta.
Más tarde, Bilac escapa de la habitación en la que está detenido sin salir por la única puerta. Mulder nota una gran marca de arrastre a través del polvo en el piso, descubriendo una escotilla que conduce a los viejos túneles de vapor del museo. Mientras exploran los túneles, los agentes encuentran los restos de las víctimas y son atacados por una multitud de gatos salvajes. Mientras intentan escapar, se encuentran con el cuerpo mutilado de Bilac. Los dos agentes salen y cierran la escotilla a los gatos que los persiguen. El episodio se cierra con Mulder sospechando que los ataques de animales estaban asociados con la urna funeraria que había sido removida en contra de los deseos de las tribus ecuatorianas; en poco tiempo se regresa al cementerio, donde el chamán local observa el entierro de la urna con ojos de jaguar.

## Producción
«Teso Dos Bichos» fue escrito por John Shiban, quien afirma haber derivado el título del episodio de un canto antiguo. Las palabras se traducen al gallego-portugués como «túmulo funerario de animales pequeños», aunque se han propuesto otras traducciones. Sin que Shiban lo sepa, en partes de Colombia y Venezuela, la palabra «bichos» es un eufemismo para testículos; Más tarde, Shiban bromeó diciendo que esta «controversia» sería «buena para las calificaciones».
La producción del episodio estuvo plagada de problemas. En el último minuto hubo que reescribir el final del episodio; originalmente, el episodio debía presentar «hordas» de gatos domésticos comunes que atacaban a Mulder y Scully, pero los gatos se negaron a atacar bajo dirección, sin hacer «prácticamente nada». Para complicar aún más las cosas, Gillian Anderson tenía una alergia grave a los gatos, por lo que toda la secuencia fue rechazada. Si bien el director Kim Manners sintió que los primeros tres actos del episodio fueron «los mejores tres actos de televisión que jamás había dirigido», creía que el cuarto acto fue «un desastre absoluto». Según los informes, Manners le preguntó al creador de la serie Chris Carter para filmar un leopardo para el cuarto acto en lugar de gatos domésticos, diciendo «Le rogué a Carter “Por favor, revisemos el leopardo en el adelanto porque nunca voy a hacer que estos gatos den miedo”».
«Teso Dos Bichos» no fue del agrado del elenco y el equipo de The X-Files, incluidos David Duchovny y Kim Manners. Manners encontró la historia poco interesante porque «los mininos no dan miedo». Más tarde hizo camisetas y se las dio al elenco y al equipo que decía «Teso Dos Bichos Survivor». El episodio obtuvo dos apodos distintivos por cortesía de Manners: el primero, «Second Salmon», se refería al número de reescrituras por las que pasó el episodio. Cada vez que se reescribía un episodio, el color del guion cambiaba en consecuencia; «Teso Dos Bichos» pasó por tantas reescrituras que el elenco finalmente recibió una segunda ronda de copias de color salmón. El segundo apodo, nuevamente, cortesía de Manners, fue «Teso Dos Bitches».

## Emisión y recepción
«Teso Dos Bichos» se estrenó en la cadena Fox el 8 de marzo de 1996. Este episodio obtuvo una calificación Nielsen de 10.7, con una participación de 18, lo que significa que aproximadamente el 10.7 por ciento de todos los hogares equipados con televisión y el 18 por ciento de los hogares que miran televisión, sintonizaron el episodio. Fue visto por 17,38 millones de espectadores.
El episodio recibió opiniones negativas de los críticos. Un escritor de Entertainment Weekly le dio una C a «Teso Dos Bichos» y, con sarcasmo, escribió: «¡No es bueno!». El crítico Zack Handlen de The A.V. Club le dio al episodio una C- y criticó la pereza de la escritura, diciendo: «Quizás me estoy perdiendo algo aquí. Podría haber algún subtexto en... mm, sí, no tengo nada. Las ratas muertas en el inodoro eran extrañas, ¿Verdad? Y mataron a ese perro, así que eso es duro. Sin embargo, estoy demasiado decepcionado para decir mucho más. Esto es pintar por números en su forma más tediosa, y si bien es bueno tener una prueba evidente de lo lejos que ha llegado el programa desde que comenzó, eso no hace que sea más fácil sentarse». John Keegan de Critical Myth le dio al episodio una crítica demoledora, solo otorgándole 1/10. Criticó la seriedad de la trama y escribió: «En general, este tiene que ser uno de los peores episodios de la serie. En casi todas las formas posibles, el episodio no cumple con las expectativas habituales. Quizás consciente de lo tonto que es todo suena, el elenco y el equipo parecen cansados de todo de principio a fin. Incluso algunas de las malas ideas de las últimas temporadas no caen a este nivel de insuficiencia». Cyriaque Lamar de i09 lo llamó uno de «Los 10 monstruos más ridículos de The X-Files» y escribió: «En este episodio bastante ridículo de la temporada 3, un artefacto ecuatoriano poseído por un espíritu de jaguar (o algo así) hace que los gatos atigrados se vuelvan locos y asesinen a la gente. El gato merece el tratamiento GIF. ¡Háganlo realidad, amigos!». Robert Shearman y Lars Pearson, en su libro Wanting to Believe: A Critical Guide to The X-Files, Millennium & The Lone Gunmen, calificaron el episodio con una estrella de cinco, calificando la premisa de «dolorosamente poco ambiciosa». Los dos criticaron rotundamente la trama, calificándola de «recauchutado de una película de momias malditas sin momia», así como las actuaciones de Treviño, Duchovny y Anderson. A pesar de la negatividad general, Shearman y Pearson notaron que la secuencia del gato «tan ridiculizada» no fue «tan mal manejada».